# Obélisque de la place de la Minerve

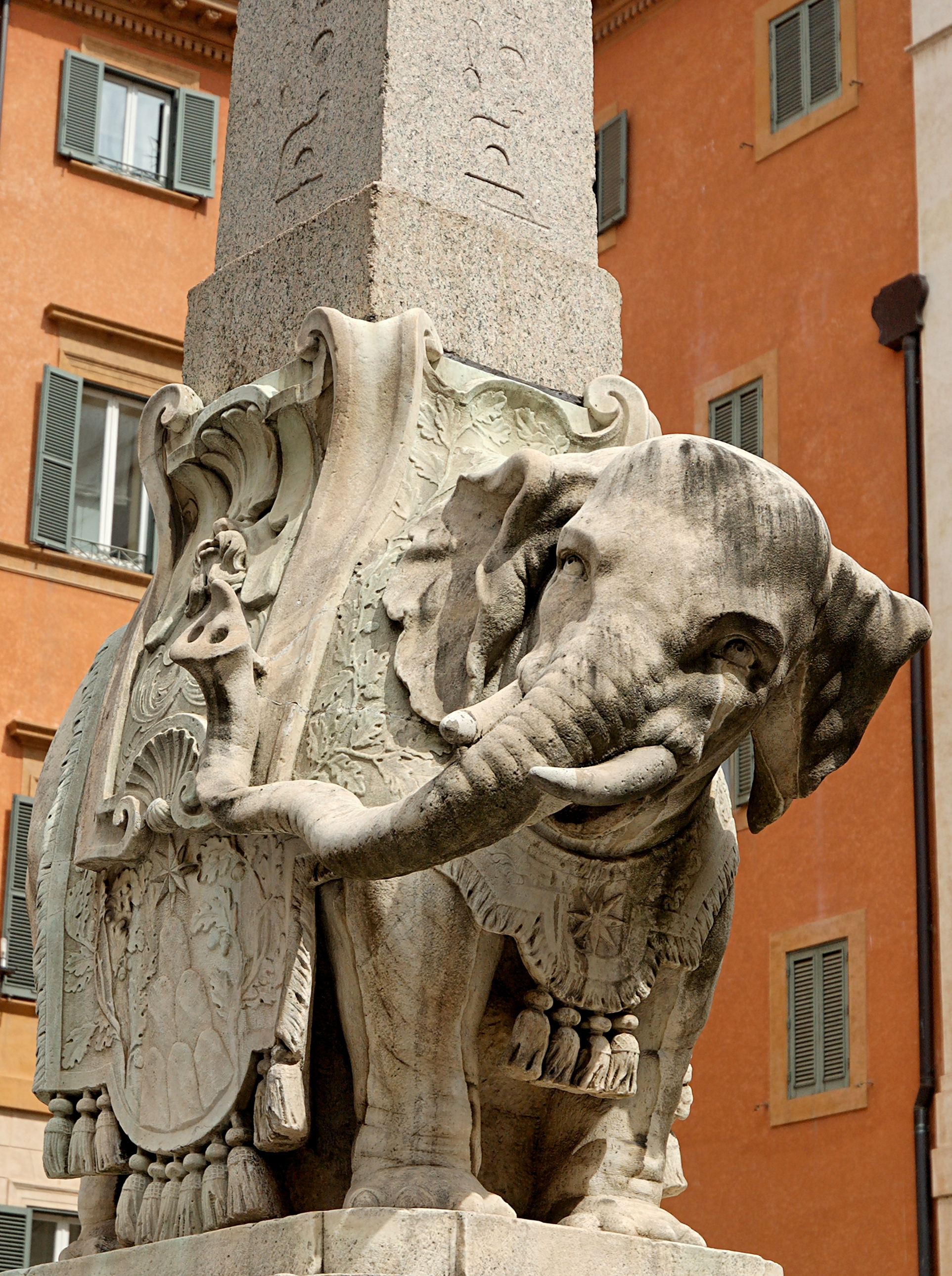
L'éléphant du Bernin.

L'obélisque de la place de la Minerve est un des obélisques égyptiens transportés à Rome pour être placés aux environs du temple d'Isis du Champ de Mars. Il est aujourd'hui situé devant la façade de la basilique Sainte-Marie sur la Minerve.

## Origine
Originellement cet obélisque était dressé devant le temple de Neith à Saïs. Consacré par le pharaon Apriès de la XXVIe dynastie (-VIe siècle), il faisait partie d'une paire dont le pendant se trouve actuellement à Urbino, sur la place de la Renaissance.

## Transport à Rome
Au Ier siècle de notre ère, Caligula ordonna la construction d'un nouveau temple à Rome dédié à Isis, pour lequel de nombreux statues et sphinx en provenance d'Égypte furent importés afin d'en orner le sanctuaire.
On ne sait pas précisément si les deux obélisques provenant de Saïs furent alors transportés pour cette occasion ou bien plus tard, sous le règne de Domitien qui ordonna la reconstruction du temple à la suite du grand incendie de Rome.

## Situation actuelle

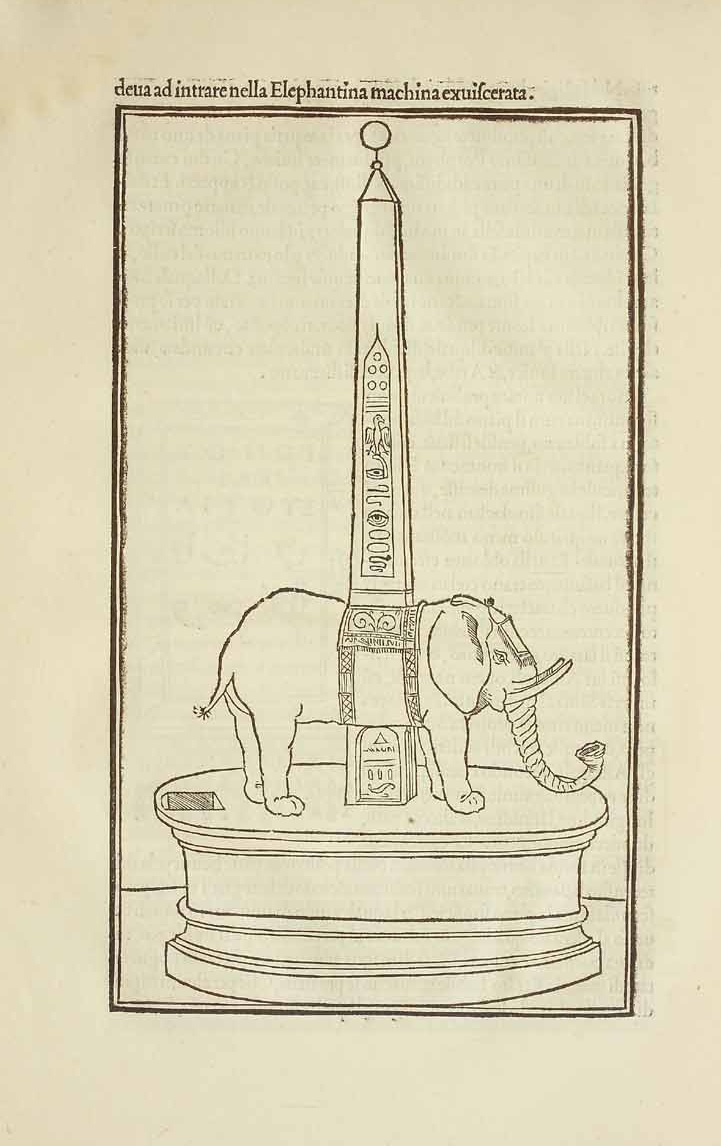
Gravure du Songe de Poliphile (éd. Alde Manuce, Venise, 1499).

Il fut réérigé, quelques pas plus loin, sur la piazza della Minerva, sous le pontificat d'Alexandre VII (1655-1667). Le Bernin conçut alors un piédestal dans le style baroque, avec un éléphant de marbre, et le pape y fit mettre une inscription latine propre à inspirer la sagesse aux passants :
« Sapientis Ægypti / insculptas obelisco figuras / ab elephanto / belluarum fortissima / gestari quisquis hic vides / documentum intellige / robustae mentis esse / solidam sapientiam sustinere. »
(« Ces symboles de la science de l'Égypte, que tu vois gravés sur l'obélisque, que soutient l'éléphant, le plus puissant de tous les animaux, prends-les comme le précepte qu'il appartient à une âme forte de porter l'immuable connaissance. »)
Une autre inscription en latin dit : « Alexandre VII, en l'an de grâce 1667, a dédié à la sagesse divine cet antique obélisque, monument de la Pallas égyptienne, arraché à la terre et dressé sur la place jadis consacrée à Minerve et maintenant à la Mère de Dieu. »
L'éléphant surmonté d'un obélisque est un thème qui reproduit une gravure du Songe de Poliphile, dont Alexandre VII possédait un exemplaire annoté de sa main. Un monument du même type, la Fontaine de l'éléphant, regroupant un éléphant et un obélisque antiques, a été dressé au XVIIIe siècle à Catane, sur la place de la Cathédrale.
Selon la tradition populaire locale, Le Bernin cherchait comment orienter son éléphant. Ne souhaitant qu'il tourne le dos à la basilique, il a choisi de le placer de telle manière à ce qu'il tourne le dos au palais qui, actuellement, est la bibliothèque du Sénat et qui, à l'époque, abritait les locaux de l'Inquisition. Depuis lors, les Romains se délectent de ce trait d'humour.
Il a inspiré le peintre Salvador Dalí qui utilise ce thème dans plusieurs de ces toiles dont Les Éléphants, La Tentation de saint Antoine et Rêve causé par le vol d'une abeille autour d'une pomme-grenade, une seconde avant l'éveil.